# Região de Planejamento dos Lençóis Maranhenses
A Região de Planejamento dos Lençóis Maranhenses é uma das 32 regiões administrativas do estado do Maranhão, no Brasil. Localiza-se no litoral oriental do Estado e recebe esse nome devido à Região abrigar o Parque Nacional dos Lençóis Maranhenses, uma das principais atrações turísticas do Brasil.
Barreirinhas é o maior município em extensão territorial e em número de habitantes. É, também, a cidade-polo da Região.

## Formação
A Região é formada por seis municípios:
- Barreirinhas
- Humberto de Campos
- Paulino Neves
- Primeira Cruz
- Santo Amaro do Maranhão
- Tutóia